# Педурень (Ізвору-Берхечулуй, Бакеу)
Педурень, Педурені (рум. Pădureni) — село у повіті Бакеу в Румунії. Входить до складу комуни Ізвору-Берхечулуй.
Село розташоване на відстані 254 км на північ від Бухареста, 23 км на схід від Бакеу, 69 км на південний захід від Ясс, 142 км на північний захід від Галаца.

## Населення
За даними перепису населення 2002 року у селі проживала 261 особа, усі — румуни. Усі жителі села рідною мовою назвали румунську.